# Bosc de Letea
El bosc de Letea és la reserva natural més antiga de Romania. Es va establir el 1938, quan el Consell de Ministres romanès va adoptar la Decisió núm. 645 per la qual es declarava el bosc reserva natural. Es troba entre els afluents Sulina i Chilia del Danubi al Delta del Danubi. Cobreix una superfície aproximada de 2825 ha.
Aquest bosc va ser la base inicial de la Reserva de la Biosfera del Delta del Danubi, que ha estat declarada Patrimoni de la Humanitat. Va ser reconeguda internacionalment com a Reserva de la Biosfera sota el Programa Man and the Biosphere de la UNESCO l'any 1992.
Té un aspecte subtropical, a causa de la presència de l'enfilada tropical anomenada Periploca graeca. Es tracta d'una planta mediterrània que troba el seu refugi més al nord al Delta del Danubi. Juntament amb això, a les branques dels arbres es teixeixen tipus de lianes i altres plantes enfiladisses, com la vinya silvestre, el llúpol comú i l'heura.
El bosc de Letea està format principalment per arbres com l' àlber blanc, l'àlber negre, l'om, el roure anglès, la llima platejada, el freixe de fulla estreta i el vern comú. Juntament amb els de dalt, es completa amb una gran diversitat d'espècies subarbustives.
També acull un ric conjunt de fauna, com ara el falcó de peus vermells, l'àguila de cua blanca, el corró, el puput comú, la Vipera ursinii i el cavall del delta del Danubi. Hi ha aproximadament 1600 espècies d'insectes identificades a la reserva.